# Сізарс Супердоум
С́ізарс Супердо́ум (англ. Caesars Superdome) — американський багатофункціональний стадіон, розташований у місті Новий Орлеан, штат Луїзіана. Стадіон приймає домашні ігри команди Національної футбольної ліги Нью-Орлінс Сейнтс, а також студентських команд.
У 2005 році арена отримала всесвітню відомість, коли тисячі людей знайшли прихисток під її дахом, ховаючись від урагану Катріна.
Луїзіана Супердом була зведена 1975 року. 2011 року німецька корпорація купила права на назву й Луїзіана Супердом перейменували на Мерседес-Бенц Супердом.